# 奧甘奎特 (緬因州)
奧甘奎特（英語：Ogunquit）是一個位於美國緬因州約克縣的鎮。

## 人口
根據2020年美國人口普查的數據，奧甘奎特的面積為39.50平方千米，當中陸地面積為10.83平方千米，而水域面積為28.67平方千米。當地共有人口1577人，而人口密度為每平方千米40人。